# Immetalia calida
Immetalia calida là một loài bướm đêm trong họ Noctuidae.